# Puella Magi Madoka Magica
Puella Magi Madoka Magica (魔法少女まどか☆マギカ?, Mahō shōjo Madoka Magika) è una serie televisiva anime del 2011 prodotta da Shaft e Aniplex di genere majokko. È stata scritta dal Magica Quartet (pseudonimo di Akiyuki Shinbō, Gen Urobuchi, Ume Aoki e dallo studio Shaft) e diretta da Akiyuki Shinbō, con la sceneggiatura di Gen Urobuchi, il character design originale di Ume Aoki, l'adattamento di Takahiro Kishida e la colonna sonora di Yuki Kajiura. L'anime è andato in onda in Giappone sui canali TBS e MBS dal 6 gennaio al 21 aprile 2011 per un totale di 12 episodi ed ha ricevuto importanti premi del settore. Sono stati prodotti anche tre film d'animazione, con un quarto in arrivo.
In Italia i diritti sono stati acquistati da Dynit ed è stato trasmesso in prima visione sul canale in streaming su internet Popcorn TV dal 2 settembre 2011 in lingua originale sottotitolato in italiano al ritmo di un episodio a settimana. È stato trasmesso da Rai 4 con doppiaggio italiano dal 5 febbraio al 22 aprile 2012 la domenica mattina insieme ad Ano Hana, e viene distribuito in DVD e Blu-ray da Dynit dal marzo 2012. Il doppiaggio italiano è diretto da Fabrizio Mazzotta e da Donatella Fanfani. Le doppiatrici dei sei personaggi principali sono state scelte interamente con un sondaggio tra gli appassionati iscritti al sito web AnimeClick.it, che dovevano prima proporre le doppiatrici e poi votare tra quelle proposte. Anche i tre film sono stati distribuiti in italiano, per la precisione il primo e il terzo hanno goduto di un passaggio evento al cinema, mentre il secondo è stato pubblicato direttamente in DVD e Blu-ray.
Un adattamento manga della serie è stato pubblicato da Hōbunsha, così come tre serie manga spin-off della stessa: Puella Magi Kazumi Magica - The Innocent Malice (魔法少女かずみ☆マギカ〜The innocent malice〜?, Mahō shōjo Kazumi Magika ~The innocent malice~), Puella Magi Oriko Magica (魔法少女おりこ☆マギカ?, Mahō shōjo Oriko Magika) e Puella Magi Madoka Magica ～The Different Story～ (魔法少女まどか☆マギカ 〜The different story〜?, Mahō shōjo Madoka Magika ～The different story～). È stata pubblicata poi anche una serie manga tratta dal terzo film. Il manga tratto dalla serie ed i primi due spin-off sono stati pubblicati in Italia da Planet Manga. Oltre alle cinque serie la Hōbunsha ha pubblicato anche quattro volumi che raccolgono manga di diversi autori ispirati alla serie ed un anime comic. Dalla serie sono stati tratti anche un romanzo scritto da Hajime Ninomae ed un breve live action comico. Sono inoltre stati prodotti un videogioco per PlayStation Portable, altri due per telefoni cellulari e altri dispositivi mobili ed un browser game. La casa editrice Hōbunsha ha creato anche una rivista a tema dedicata al franchise di Madoka Magica.

## Trama
Esistono creature extraterrestri dotate del potere di esaudire un desiderio espresso da una adolescente prescelta. In caso la giovane decida di accettare la proposta, il prezzo da pagare è diventare una maga, che dovrà combattere per il resto della vita le streghe, responsabili delle morti violente e dei suicidi che funestano il mondo fino a quando non sarà più in grado di farlo.
Madoka Kaname e Sayaka Miki, amiche e compagne di classe delle scuole medie, incontrano una di queste creature di nome Kyubey che con l'aiuto della maga Mami Tomoe offre loro la possibilità di realizzare un desiderio e diventare maghe. Un'altra maga, Homura Akemi, tenta però in tutti i modi di dissuadere Madoka dallo stipulare il contratto con Kyubey. Dopo aver visto come si svolgono gli scontri assieme a Mami, Sayaka è propensa a esprimere il suo desiderio per curare la malattia del ragazzo che ama Kyosuke Kamijō, ma dopo aver assistito alla morte di Mami per mano di una strega non né è più molto convinta. Quando ormai nessuna delle due sembra voler stipulare il contratto, Sayaka si convince e si trasforma in maga salvando Madoka da una strega lo stesso giorno.
Poi in città arriva un'altra maga, Kyōko Sakura, che subito si scontra con Sayaka perché la considera troppo debole e per via dei loro caratteri contrastanti. Durante il loro secondo scontro però Madoka si intromette per fermare le due e getta la Soul Gem (pietra col quale le maghe si trasformano) di Sayaka per impedirle di lottare; questa finisce subito in stato comatoso per poi risvegliarsi inspiegabilmente appena le viene riavvicinata la pietra e si scopre il primo segreto delle maghe: quando vengono trasformate la loro anima viene staccata dal corpo e fatta diventare una pietra, appunto la Soul Gem. Col passare delle battaglie Sayaka cade nella disperazione e combattendo fino allo sfinimento svela il secondo segreto delle maghe: una volta esaurita la loro energia si trasformano in streghe con lo scopo di uccidere un numero di persone in numero uguale a quelle che hanno salvato. Kyubey fa parte della razza aliena degli "Incubator" e ha il compito di far continuare il circolo maghe-streghe per una legge che lui stesso chiama "legge delle causalità". Kyōko assiste alla trasformazione di Sayaka e cerca in tutti i modi di farla tornare umana, ma una volta accortasi dell'impossibilità della cosa si sacrifica per non doverla lasciare sola nella sua disperazione; fa esplodere la sua Soul Gem e muore insieme a Sayaka.
Ben presto in città è destinata ad arrivare una strega potentissima, chiamata "Notte di Walpurgis", e Homura è costretta ad affrontarla da sola. Si scopre che il desiderio di Akemi fu di poter tornare indietro nel tempo per salvare Madoka, che in un'altra realtà era stata la sua migliore amica ed era morta per salvarla proprio da quella strega. Quando allora, mentre combatte, Homura si rende conto che anche questa volta Madoka non sarebbe sopravvissuta, quasi finisce per cedere alla disperazione. Madoka arriva sul posto con Kyubey, la tranquillizza e decide finalmente di diventare una maga esprimendo il desiderio che le streghe non possano mai nascere, riscrivendo così le leggi dell'universo e della realtà trasformandosi in un concetto, la "Legge della Ruota". Grazie al desiderio di Madoka, che ha cambiato il corso degli eventi, Mami, Kyōko e Homura adesso sono tutte vive ed utilizzano i loro poteri per abbattere una diversa minaccia, le Bestie Magiche. Anche se Homura non può più incontrare la sua migliore amica, si ricorda ancora di lei e continua a lottare in sua memoria.

## Terminologia
Maga (魔法少女?, Mahō shōjo)
Una maga è una giovane dotata di poteri ricevuti in seguito a un contratto con un Incubator. Il contratto esaudisce un singolo desiderio, di qualsiasi natura, ma richiede la trasformazione in maga e l'impegno nella lotta alle streghe. I poteri ricevuti sono spesso connessi al tipo di desiderio espresso. Il contratto, una volta stipulato, è sigillato da una Soul Gem in grado di trasformare la prescelta in assetto di combattimento. Se una maga muore in una dimensione generata da una strega, il suo corpo rimane in quella realtà, finendo per venire considerata dalla società una ragazza scomparsa. Nel corso della storia si scopre che l'anima di una maga viene spostata dal corpo alla Soul Gem, quindi la maga muore quando viene distrutta la Soul Gem e non quando viene ferito il corpo.
Strega (魔女?, Majo)
Le streghe sono entità maligne che risiedono in tratti di realtà alterata (chiamati "labirinti" o "barriere") in cui solo loro, i loro aiutanti, le maghe e poche sfortunate vittime predisposte (Homura in una delle tante linee temporali vi finirà dentro mentre meditava di suicidarsi) possono entrare. Lasciate sole, queste presenze agiscono per manovrare gli esseri umani attraverso marchi noti come Baci di Strega (魔女の口づけ?, Majo no Kuchizuke), capaci di persuadere al suicidio, all'omicidio e causare malattie. Le streghe nascono solitamente da creature dette "aiutanti" generati da streghe stesse, che se lasciati soli evolvono fino a diventare a loro volta streghe. Altro modo in cui nascono è quando una maga non purifica la propria gemma che diventa un Grief Seed trasformando a sua volta la ragazza in una strega.
Aiutante (使い魔?, Tsukaima)
È un'entità malefica minore rispetto alla strega, seppur non meno pericolosa. Anch'egli come le streghe si rifugia nelle barriere. Un aiutante si può trasformare in una strega se mangia quattro o cinque persone. Gli aiutanti non possiedono i Grief Seed che servono alle maghe per purificare la propria gemma.
Soul Gem (ソウルジェム?, Souru Jemu)
Gemma indossata da una maga contenente il suo potere, che assume la forma di un anello o di un gioiello nella vita di tutti i giorni, ed è utilizzata per la trasformazione. Le dimensioni della pietra variano in relazione alla quantità di potere che risiede nella ragazza, mentre la luminosità diminuisce con l'utilizzo e indica contaminazione e intensità della magia rimasta dopo uno scontro. Può essere purificata accostandovi un Grief Seed. Nel corso della storia si scopre che l'anima della maga viene trasferita dal corpo alla Soul Gem, con il risultato che la maga muore se essa viene distrutta. Nel caso la maga e la Soul Gem si allontanino per più di cento metri l'una dall'altra, il corpo della maga crolla a terra senza vita. La creazione della Soul Gem viene effettuata perché consente alla maga di disporre di una sorta di invulnerabilità, fino a quando la Soul Gem non viene distrutta. Se non viene purificata costantemente si trasforma col tempo in un Grief Seed, espellendo l'anima della maga e dando origine a una strega.
Grief Seed (グリーフシード?, Gurīfu Shīdo)
Spine nere che, se piantate, generano barriere (結界?, kekkai) invisibili oltre le quali una strega cresce e matura. Quando una strega viene battuta, il Grief Seed rimanente può essere utilizzato per rigenerare una Soul Gem. Nel corso della storia si scopre che i Grief Seed originano da Soul Gem non purificate.
Notte di Walpurgis (ワルプルギスの夜?, Warupurugisu no Yoru)
"Notte di Walpurgis" è il nome dato a una strega dotata di un potere malefico enorme, più grande di quello di qualsiasi altra. Data la loro enorme potenza, queste streghe non hanno bisogno di barriere per proteggersi e si manifestano nel mondo distruggendo le città in cui compaiono. La gente normale non può vederle realmente per quello che sono: ai loro occhi esse si manifestano come enormi cicloni, uragani o terremoti, che distruggono qualsiasi cosa. Persino le maghe se unite in gruppo hanno scarsissime probabilità nello sconfiggerle. Il nome deriva da quello di una festa di celebrazione della primavera tipica di alcune zone d'Europa, la notte di Valpurga, in cui secondo una tradizione germanica le streghe uscivano dai loro rifugi. Benché in italiano sia conosciuta come "notte di Valpurga" ed il nome originale tedesco sia Walpurgisnacht, con la "w" pronunciata come la "v" italiana, nella versione italiana dell'anime viene utilizzato il nome inglese Walpurgis (con la "w" pronunciata come la "u" di "uovo"), essendo quello da cui deriva il nome in giapponese, Warupurugisu (ワルプルギス?).

## Personaggi
Madoka Kaname (鹿目 まどか?, Kaname Madoka)
Doppiata da: Aoi Yūki (ed. giapponese), Joy Saltarelli (ed. italiana)
Protagonista della serie, è una ragazza di circa 14 anni che vede cambiare la propria esistenza dopo l'incontro con la maga Homura e il famiglio Kyubey, che le offre il contratto per diventare una maga. Madoka si considera una ragazza senza qualità e particolari talenti, che vede nella lotta di Mami contro le streghe un esempio su come rendersi utile agli altri. Nonostante questo ha numerose incertezze legate al patto con Kyubey, anche in relazione ai combattimenti di Mami e al particolare interesse che il famiglio dimostra nei suoi confronti.
Homura Akemi (暁美 ほむら?, Akemi Homura)
Doppiata da: Chiwa Saitō (ed. giapponese), Alessia Amendola (serie e primi due film) e Emanuela Damasio (terzo film) (ed. italiana)
Misteriosa e affascinante, capace di eccellere in tutto ciò che fa eppure schiva, Homura appare per la prima volta in sogno a Madoka, la notte prima di diventare sua compagna di classe. Maga non legata a Kyubey, diventa principale antagonista del  desiderio del famiglio di rendere Madoka una maga. Dopo la trasformazione indossa una sorta di scudo, di forma circolare, al braccio sinistro. I suoi poteri le permettono di fermare il tempo o riavvolgerlo, inoltre il suo scudo apre uno spazio dimensionale pressoché infinito dove la ragazza ripone le innumerevoli armi da fuoco ed esplosive a sua disposizione.
Sayaka Miki (美樹 さやか?, Miki Sayaka)
Doppiata da: Eri Kitamura (ed. giapponese), Gea Riva (ed. italiana)
La compagna di classe di Madoka che, dopo averla aiutata a salvare Kyubey, finisce con il ricevere dalla creatura stessa un'offerta per diventare maga. Profondamente protettiva nei confronti dei suoi cari, ha particolarmente a cuore il destino di Kyōsuke Kamijō, un ragazzo malato di cui è segretamente innamorata. A seguito del contratto stipulato per far riacquistare l'uso delle mani a Kyōsuke sceglie come arma nei combattimenti la spada e come Mami può generarne decine allo stesso momento.
Mami Tomoe (巴 マミ?, Tomoe Mami)
Doppiata da: Kaori Mizuhashi (ed. giapponese), Letizia Scifoni (ed. italiana)
Maga legata dal patto con Kyubey e studentessa del terzo anno della scuola di Madoka, vive da sola in un appartamento di lusso. Ha l'abilità di generare simultaneamente un numero praticamente infinito di fucili a pietra focaia, può usare fiocchi per bloccare i propri nemici ed è in grado di usare magie curative. Di carattere aperto e disponibile, è la prima maga che si presenta come tale nella serie. Dedita a una continua caccia alle streghe, pare particolarmente attenta alla difesa delle persone che le stanno attorno e propensa alla trasformazione di Madoka in maga.
Kyōko Sakura (佐倉 杏子?, Sakura Kyōko)
Doppiata da: Ai Nonaka (ed. giapponese), Veronica Puccio (ed. italiana)
Inizialmente introdotta come antagonista e insaziabile cacciatrice di streghe, è una maga che ha scelto di usare la magia e il desiderio esaudito alla stipula del contratto con Kyubey per soli fini personali, nella convinzione che l'utilizzo di capacità straordinarie per gli altri non farebbe altro che causare male. Disincantata e sempre alla ricerca della miglior soluzione per sé, ha come arma di combattimento una lancia di cui può governare le dimensioni e delle catene con cui bloccare il nemico.
Kyubey (キュゥべえ?, Kyuubee)
Doppiato da: Emiri Katō (ed. giapponese), Loretta Di Pisa (ed. italiana)
Creatura simile, per funzione, a un famiglio, è dotato del potere di esaudire il singolo desiderio di una ragazza prescelta. Il patto, chiamato contratto, prevede come contropartita la trasformazione in maga, combattente di streghe: le vite da maga di Mami, Kyōko e Sayaka sono legate a lui. Dall'aspetto curioso simile a quello di una classica mascotte majokko, può essere visto e sentito unicamente dalle maghe o dalle prescelte. Ha inoltre la capacità di diventare un tramite telepatico tra più persone. Profondo conoscitore di tutte le maghe, trova in Homura un ostacolo alla proposta fatta a Madoka.

## Media

### Anime

#### Produzione

Logo originale della serie

Lo sviluppo di Puella Magi Madoka Magica comincia durante la lavorazione di Hidamari Sketch e Bakemonogatari, in seguito alle richieste di Akiyuki Shinbō al produttore Atsuhiro Iwakami rispetto alla creazione di una serie sulle maghette. Iwakami decide di non procedere all'acquisizione dei diritti e al successivo adattamento di qualcosa di esistente, ma per poter permettere una maggiore libertà creativa a Shinbō contatta Gen Urobuchi per la sceneggiatura e Ume Aoki come character designer. La serie viene annunciata in uno slot commerciale interno alla messa in onda di Togainu no Chi cui seguiranno altri spot che introdurranno personaggi e atmosfere. L'anime viene trasmesso per la prima volta dal network Mainichi Broadcasting System (MBS) alle 25:25 JST del 6 gennaio 2011 (si intende all'1:25 del giorno dopo, dato che la giornata televisiva viene di solito prolungata).

#### Sigle
- Connect (コネクト?, Konekuto), interpretata dalle ClariS, sigla di apertura degli episodi da 1 a 9 e 11 e di chiusura degli episodi 10 e 12;
- Magia, testo, musica e arrangiamento di Yuki Kajiura, interpretata dalle Kalafina; sigla di chiusura degli episodi da 3 a 8 e 11 e musica di sottofondo;
- Mata ashita (また あした? lett. "Ci vediamo domani"), character song di Madoka interpretata da Aoi Yūki; sigla di chiusura degli episodi 1 e 2 nei Blu-ray e DVD e nella versione italiana (sia doppiata che sottotitolata), assente nella versione televisiva giapponese;
- and I'm home, character song di Sayaka e Kyōko interpretata da Eri Kitamura e Ai Nonaka; sigla di chiusura dell'episodio 9 nei Blu-ray e DVD e nella versione italiana (sia doppiata che sottotitolata), assente nella versione televisiva giapponese.

#### Premi
L'anime ha ricevuto, nella persona del regista Akiyuki Shinbō, il Primo Premio (大賞?, Taishō) al Japan Media Arts Festival del 2012, ed al Tokyo International Anime Fair dello stesso anno ha ottenuto il premio come miglior serie televisiva, condiviso con Tiger & Bunny, quello per il miglior regista e quello per la miglior sceneggiatura (di Gen Urobuchi).
Il 7 luglio 2012, al convegno sulla fantascienza Varicon 2012, nella cornice dei Sense of Gender Jō 2011 ("Premi dell'identità di genere") assegnati dalla Japanese Association for Gender Fantasy and Science Fiction ("Associazione giapponese per il fantasy e la fantascienza femministi"), Puella Magi Madoka Magica ha ricevuto il premio Sisterhood ("Sorellanza") assegnato alle opere contenenti una nuova tipologia di relazione tra donne.

### Film
Quattro film d'animazione sono stati tratti dalla serie. I primi due sono un riepilogo della serie televisiva, mentre gli altri seguono una storia originale scritta da Gen Urobuchi. In particolare, il terzo fa da seguito alla serie televisiva e il quarto è il sequel del terzo.
Il primo film, intitolato Puella Magi Madoka Magica - Parte 1 - L'inizio della storia, è uscito in Giappone il 6 ottobre 2012 e corrisponde ai primi otto episodi della serie, mentre il secondo, intitolato Puella Magi Madoka Magica - Parte 2 - La storia infinita, è uscito il 13 ottobre 2012. È stato annunciato che i primi due film entro la fine del 2012 sarebbero stati proiettati in diciotto città di otto diverse nazioni: Italia, San Marino, Stati Uniti d'America, Francia, Corea del Sud, Taiwan, Hong Kong e Singapore. In Italia di fatto nel 2012 è stato proiettato solo il primo film, in lingua originale con sottotitoli in italiano, al Lucca Comics & Games il 4 novembre 2012, a cura della Dynit. Entrambi i film sono stati poi proiettati, sempre in lingua originale con sottotitoli in italiano, al San Marino Animæ Festival di Città di San Marino dal 7 al 9 dicembre 2012, entrambi ogni giorno. Per le proiezioni internazionali sono stati utilizzati dei poster in cui si vedono le cinque protagoniste e Kyubey nella stessa posizione ma su sfondi diversi che riproducono un monumento o un panorama della città. Il primo film è stato poi distribuito nei cinema in Italia con doppiaggio italiano solo per un giorno il 26 giugno 2013 come parte del programma "Nexo Anime" proposto da Nexo Digital e Dynit. Il secondo film è stato proiettato in lingua giapponese con sottotitoli in italiano il 31 ottobre 2013 al Lucca Comics & Games, sempre a cura della Dynit. Dynit ha poi pubblicato i primi due film in Italia anche per l'home video il 18 dicembre 2013, entrambi con il doppiaggio in italiano; per ogni film sono uscite un'edizione in Blu-ray Disc e una in DVD ed in più è uscita una confezione in edizione limitata contenente sia i Blu-Ray Disc che i DVD di entrambi i film insieme ad un CD con la colonna sonora.
Il terzo film è intitolato Puella Magi Madoka Magica - Parte 3 - La storia della ribellione ed è uscito in Giappone il 26 ottobre 2013. In Italia è stato proiettato nei cinema doppiato in italiano per un solo giorno (il 2 luglio 2014), sempre distribuito da Nexo Digital e Dynit. Anche il terzo film è stato pubblicato in Italia per l'home video da Dynit. Dal terzo film è stato tratto anche un manga disegnato da Hanokage.
Gen Urobuchi ha dichiarato che la storia non si sarebbe conclusa con il terzo film e che la prosecuzione sarebbe potuta essere una nuova serie televisiva. In un evento dedicato al decimo anniversario del franchise tenutosi il 25 aprile 2021, è stato annunciato un film sequel de La storia della ribellione, intitolato Walpurgis no kaiten (ワルプルギスの廻天?). Il 10 settembre 2023, all'Aniplex Online Fest, sono stati rivelati un trailer e una locandina per il quarto film, insieme a una data di uscita originariamente fissata per l'inverno 2024. Successivamente, la data è stata posticipata all'inverno 2025, per poi essere spostata a febbraio 2026.

### Mahō shōjo Sonico Magika
Mahō shōjo Sonico Magika (魔法少女そにこ☆マギカ?, Mahō shōjo Soniko Magika) è un video di circa un minuto e mezzo pubblicato su internet come pesce d'aprile il 1º aprile 2011. Doveva essere il filmato di apertura di una nuova serie, ma il video stesso si rivela essere l'intera serie. La protagonista del video è Super Sonico, mascotte della casa produttrice di videogiochi Nitroplus.

### Manga
Cinque serie manga ispirate alla serie animata sono state pubblicate da Hōbunsha. Le prime tre serie sono state pubblicate in Italia da Planet Manga (divisione di Panini Comics) in un'edizione regolare e una "deluxe" con sovraccopertina e pagine a colori. Oltre alle cinque serie, Hōbunsha ha pubblicato anche quattro volumi antologici con manga di diversi autori ed un anime comic.

### Libri
Un romanzo tratto dalla serie e con il suo stesso titolo, scritto da Hajime Ninomae basandosi sulla storia originale del Magica Quartet ed illustrato da Yūpon, è stato pubblicato da Nitroplus il 14 agosto 2011 in edizione limitata, disponibile al Comiket già dal 12 agosto 2011. L'edizione regolare è divisa in due parti, indicate rispettivamente con Jō (上? "Prima parte") e Ge (下? "Seconda parte") ed uscite entrambe il 16 dicembre 2011. Un libro basato sull'abbozzo originale di Gen Urobuchi per l'anime, intitolato Mahō shōjo Madoka Magika - The Beginning Story (魔法少女まどか☆マギカ The Beginning Story?), è stato pubblicato da Kadokawa Shoten il 10 dicembre 2011 (ISBN 978-4-04-110045-5).

### Videogiochi

#### Puella Magi Madoka Magica Portable
Un videogioco per PlayStation Portable intitolato Puella Magi Madoka Magica Portable (魔法少女まどか☆マギカ ポータブル?, Mahō shōjo Madoka Magika Pōtaburu) è stato pubblicato da Namco Bandai il 15 marzo 2012. Shaft ha prodotto le animazioni per il gioco, Gen Urobuchi ha scritto la storia e Yusuke Tomizawa e Yoshinao Doi sono i produttori. Il gioco è stato pubblicato in due edizioni: l'edizione standard con allegato un DVD bonus, ed un'edizione limitata con allegati una action figure di Madoka della linea Figma prodotta da Max Factory, un Blu-ray bonus, un astuccio a forma di Kyubey e un fazzoletto "HomuHomu".

#### Magia Record
Un videogioco per smartphone chiamato Magia Record: Puella Magi Madoka Magica Side Story è stato distribuito in Giappone il 22 agosto 2017. La trama del gioco vede una nuova protagonista, Iroha Tamaki, che arriva nella città di Kamihama per trovare la sua sorella scomparsa. Il gioco ha avuto un adattamento manga e un adattamento animato, quest'ultimo andato in onda a partire dal 4 gennaio 2020.

#### Altri videogiochi per dispositivi mobili
Un videogioco gratuito per smartphone intitolato Mami no doki doki Tiro Finale (マミのドキドキティロフィナーレ?, Mami no doki doki Tiro Fināre, "Il Tiro Finale del battito del cuore di Mami") è stato pubblicato il 14 ottobre 2011.
Uno sparatutto in terza persona intitolato Mahō shōjo Madoka Magica TPS featuring Akemi Homura (魔法少女まどか☆マギカ TPS FEATURING 暁美ほむら?, Mahō shōjo Madoka Magika TPS featuring Akemi Homura, lett. "Puella Magi Madoka Magica - Sparatutto in terza persona con Homura Akemi") è stato pubblicato per i dispositivi con sistema operativo Android il 15 dicembre 2011 e per il sistema iOS il 9 agosto 2012. Un'altra versione intitolata Mahō shōjo Madoka Magica TPS featuring Tomoe Mami (魔法少女まどか☆マギカ TPS FEATURING 巴マミ?, Mahō shōjo Madoka Magika TPS featuring Tomoe Mami, lett. "Puella Magi Madoka Magica - Sparatutto in terza persona con Mami Tomoe") è stata pubblicata per Android il 9 agosto 2012 e per iOS l'8 novembre 2012. Infine, la terza versione, Mahō shōjo Madoka Magica TPS featuring Miki Sayaka & Sakura Kyōko (魔法少女まどか☆マギカ TPS FEATURING 美樹さやか&佐倉杏子?, Mahō shōjo Madoka Magika TPS featuring Miki Sayaka to Sakura Kyōko, lett. "Puella Magi Madoka Magica - Sparatutto in terza persona con Sayaka Miki e Kyōko Sakura"), è stata pubblicata solo per Android il 18 ottobre 2012. Un ulteriore gioco, Puella Magi Madoka Magica: Magia Exedra, è previsto per il 2024.
Oltre ai giochi veri e propri, è stata creata un'applicazione chiamata Puella Magi Madoka Magica iP (魔法少女まどか☆マギカ iP?, Mahō shōjo Madoka Magika ai-pī) che permetteva di interagire con il personaggio di Madoka, doppiata da Aoi Yūki, che pronunciava frasi diverse a seconda del momento della giornata e di come si interagiva con il dispositivo, e di utilizzare una sveglia con la voce di Madoka ed alcune funzioni di Twitter. L'applicazione è stata realizzata con la stessa tecnica di animazione dei personaggi utilizzata nel gioco per PlayStation Portable Puella Magi Madoka Magica Portable, il Live2D. Essa è stata pubblicata per iOS l'11 gennaio 2012 e per Android, con il titolo di Puella Magi Madoka Magica iP for Android (魔法少女まどか☆マギカ iP for Android?, Mahō shōjo Madoka Magika ai-pī for Android), il 20 gennaio 2012, ma dal 30 aprile 2012 non è più disponibile.

#### Browser game
Era stato pubblicato un browser game intitolato Puella Magi Madoka Magica Online (魔法少女まどか☆マギカ オンライン?, Mahō shōjo Madoka Magika Onrain) in stile gioco da tavolo: un gruppo di maghe, mosse lanciando dei dadi, doveva attraversare una scacchiera digitale generata in modo casuale in attesa di sfidare la Notte di Walpurgis, cercando di evitare gli ostacoli per raggiungere dei forzieri. I personaggi erano personalizzabili. Nel gioco era possibile interagire con altri giocatori per fare squadra o competere; era un titolo gratuito, ma con oggetti acquistabili a pagamento. Il gioco è stato lanciato il 4 settembre 2012 e chiuso in data 28 maggio 2015.

#### Comparse in altri videogiochi
I costumi di Madoka Magica, così come altri contenuti basati su altri anime e videogiochi, sono disponibili come contenuto scaricabile per il videogioco per PlayStation Portable Gods Eater Burst in Giappone.

### Live action
Un cortometraggio live-action comico ispirato a Madoka Magica è stato proiettato al Nico Nico Chōkaigi (ニコニコ超会議?, Niko Niko Chōkaigi, "Super convention di Nico Nico"), evento gestito dal sito internet di video Nico Nico Douga che si è tenuto a Chiba il 28 ed il 29 aprile 2012. Il corto di 15 minuti, prodotto da Nico Nico Douga e a cura di Hisanori Yoshida, annunciatore della radio NBS, è un ibrido tra Madoka Magica e Daiku shirabe (大工調べ? "La preparazione del carpentiere"), classico monologo comico del genere teatrale giapponese rakugo, che racconta la storia di un carpentiere la cui cassetta degli attrezzi viene confiscata dalla padrona di casa perché non ha pagato l'affitto, privandolo così dei mezzi per saldare il debito. È il quinto film della serie Nico Nico The Movie.
| Cast                                                                             | Ruolo         |
| -------------------------------------------------------------------------------- | ------------- |
| Shōko Nakagawa                                                                   | Madoka Kaname |
| Hiroyuki Nishimura (fondatore del forum 2channel e direttore di Nico Nico Douga) | Homura Akemi  |
| Hatsune Matsushima                                                               | Sayaka Miki   |
| Hamar@killer                                                                     | Mami Tomoe    |
| Takeshi Natsuno (dirigente della Dwango, che gestisce Nico Nico Douga)           | Kyubey        |
| Sōichirō Tahara                                                                  | Magistrato    |

### Rivista
Una rivista a tema dedicata al franchise mediatico derivato dalla serie, intitolata Manga Time Kirara Magica (まんがタイムきらら☆マギカ?, Manga Taimu Kirara Magika), viene pubblicata bimestralmente da Hōbunsha dall'8 giugno 2012. La prima uscita contiene anche sedici manga brevi, comprese storie di Puella Magi Madoka Magica Anthology Comic. In seguito sono state pubblicate su questa rivista anche le storie aggiuntive di Puella Magi Oriko Magica.

## Accoglienza

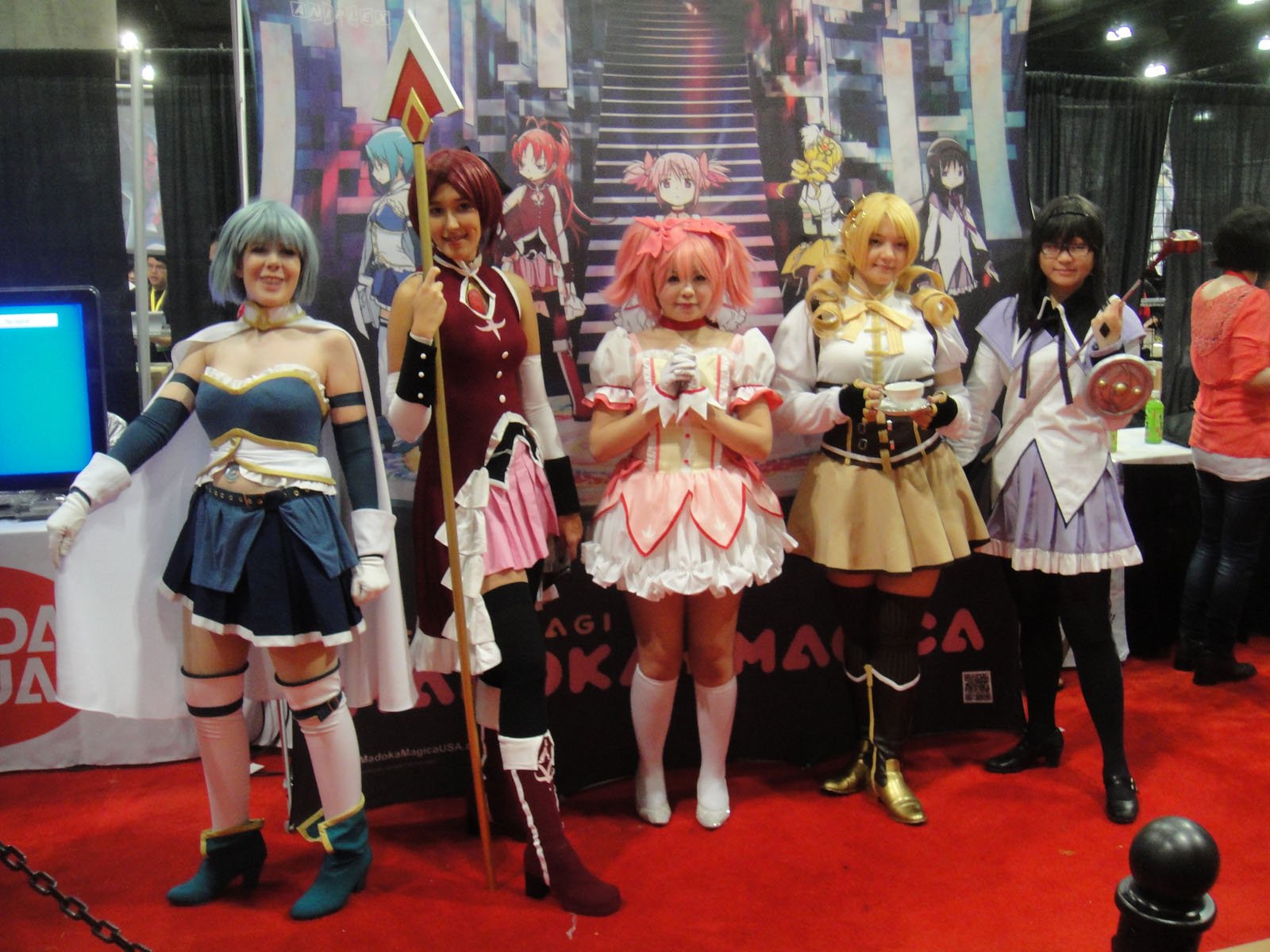
Cosplayer di Sayaka, Kyoko, Madoka, Mami e Homura all'Anime Expo del 2012.

### Critica
Puella Magi Madoka Magica ha ricevuto ampi consensi dalla critica. Andy Hanley di Anime Network diede all'anime un punteggio di 10 su 10 e lo lodò per il suo contenuto fortemente emotivo, descrivendolo come immersivo e colmo di effetti visivi grandiosi accompagnati da una colonna sonora evocativa. Consigliò di guardarlo diverse volte per comprendere appieno la trama complessa e multistrato. Hanley la definì come la più grande serie televisiva anime del ventunesimo secolo uscita fino a quel momento. Scott Green di Ain't It Cool News descrisse la serie come «estremamente ammirevole»; apprezzò l'attenzione per i dettagli dello studio di animazione, affermando che la serie «non funzionerebbe altrettanto bene se i personaggi in generale e le ragazze magiche in particolare non fossero presentati in modo così spettacolare dalla produzione». Anche Green raccomandò caldamente la visione di Puella Magi Madoka Magica a chiunque amasse il settore anime.
Tim Jones di T.H.E.M. Anime criticò la serie per lo «sviluppo debole dei personaggi» ma la definì «bellissima, ben scritta e sorprendentemente cupa», assegnandole quattro di cinque stelle. Jones commentò anche l'animazione e il design dei fondali mostrati durante i combattimenti contro le streghe, che reputò «surreali, belli e psichedelici». Nella sua recensione dei tre volumi Blu-ray, Zac Bertschy di Anime News Network qualificò la storia come molto emotivamente tetra e «una delle serie anime più ambiziose e belle dei tempi recenti». Assegnò ad ognuno dei volumi come voto complessivo A oppure A+. Common Sense Media gli diede cinque stelle su cinque, affermando che «lo stile d'animazione è pieno di movimenti fluidi e attenzione ai dettagli che lo rendevano un'esperienza piacevolmente unica da guardare» e «i personaggi principali sono ben sviluppati ed è difficile non affezionarsi a loro durante il progresso della storia».
I recensori apprezzarono molto la serie per l'approccio cupo verso il sottogenere delle ragazze magiche negli anime e nei manga. Lo staff di Japanator disse «ha aggiunto un livello di profondità e complessità al genere che non abbiamo mai visto, e non credo che vedremo di nuovo... sfuggire a quella veste ha dato alla serie un sentimento più perverso e crudele, rendendola ancora più avvincente da guardare». Liz Ohanesian di LA Weekly attribuì la popolarità della serie al pubblico maschile più adulto, un genere demografico altrimenti insolito per questo tipo di prodotti, alla decostruzione del genere di Puella Magi Madoka Magica. Commentò anche l'impatto culturale, scrivendo che in Giappone e negli Stati Uniti ci fu un incredibile interesse da parte dei fan. Accreditò allo staff composto dallo sceneggiatore Urobuchi, il regista Shinbō e lo studio di animazione Shaft come «hitmaker» e descrisse l'anime come «una serie progettata per il successo». Jenni Lada di TechnologyTell scrisse che l'aspetto esteriore della serie smentiva la sua vera essenza «più scura e contorta». Consigliò agli spettatori di guardare almeno tre episodi per scoprirne la vera natura.
Secondo Sara Cleto e Erin Bah, la sovversione del genere delle ragazze magiche «attirava l'attenzione sulla questione del potere narrativo», in particolare facendo utilizzo delle linee temporali in cui i personaggi combattono per la loro sopravvivenza. Katsuyuki Motohiro di Production I.G vide Puella Magi Madoka Magica dopo aver sentito diverse opinioni che affermavano che avesse superato Neon Genesis Evangelion. Durante la visione della serie, si ritrovò «stupito che ci fosse una persona in grado di scrivere un simile lavoro» e iniziò ad analizzare le altre opere di Urobuchi; fu così motivato a chiedere a quest'ultimo di scrivere la sceneggiatura di un'altra serie thriller Psycho-Pass. Nel numero 103 della rivista Neo, il giornalista Matt Kamen scrisse «Con il suo... approccio audace a un genere datato, Puella Magi Madoka Magica fa essenzialmente per le ragazze magiche ciò che ha fatto Neon Genesis Evangelion con i robot giganti». Richard Eisenbeis di Kotaku chiamò la serie come «uno dei migliori anime» e scrisse «Decostruisce il genere delle ragazze magiche e costruisce una narrazione emotiva e piena di personaggi memorabili». Joshua Greenberg di Daily Bruin la descrisse invece come «una raccapricciante, decostruzionista del genere delle ragazze magiche».
Marlen Vazzoler di Everyeye.it trovò alcuni difetti nella sua realizzazione ma reputò che poteva essere una delle serie più belle del 2011, ma non si sentì di raccomandarla a tutti, in particolar modo agli amanti delle maghette dello studio Pierrot che avrebbero avuto molto probabilmente dei problemi nel «digerire» una serie che snatura il genere per via delle atmosfere cupe e pesanti. Secondo il recensore, l'anime portava via lo spettatore da quella sensazione confortevole classica del majokko e lo immergeva in un mondo sul costante orlo del caos, dove la morte non era una possibilità remota ma bensì un pericolo incombente. Ugo Pastore di Anime Bambù apprezzò la sceneggiatura che sfidava a viso aperto le convinzioni del genere majokko, riuscendo a decostruirle impietosamente, quasi ad annientarle, trovando così un'opera grandiosa, che affrontava con piglio epico tematiche inaspettate, inoltre le immagini erano allo stesso tempo potenti ed espressive, le quali si sposavano magnificamente con la superba colonna sonora. Tuttavia non fu molto convinto del tutto da alcuni sviluppi troppo frettolosi e poco giustificati delle psicologia dei personaggi, citando in particolare Kyoko, ma a detta del recensore, questa era forse una colpa del ristretto numero degli episodi, che ne meritava almeno il doppio. Alessandro Bruzzone di Shiva Produzioni lo trovò l'anime seminale che aveva spinto il mahō shōjo verso imprevedibili esiti estremi. Sara Carucci di YouPopCorn lo trovò un mahō shōjo non adatto ai bambini per via delle sue tematiche cupe e molto forti, caratterizzato da moltissimi colpi di scena e da una struttura alla Jessica Jones. Lorenzo Campanini di MangaForever lo ha considerato come il quinto migliore anime completo da 13 o meno episodi. Lo stesso Campanini lo ha considerato come il secondo miglior anime che sfidava i cliché.
IGN ha elencato Puella Magi Madoka Magica come uno dei migliori anime degli anni 2010, descrivendolo come un anime maturo dove sia il sacrificio che la bontà possono essere facilmente sfruttati da individui apparentemente affidabili, considerandolo un prodotto estremamente creativo ed emozionatamente diverso da ciò che ci si potrebbe aspettare da un anime di ragazze magiche.

### Vendite
Il primo volume BD vendette 53 000 copie nella prima settimana, 22 000 delle quali nel primo giorno, riuscendo a battere il record detenuto dal sesto volume BD di Bakemonogatari. Il secondo volume invece piazzò 54 000 copie, superando le vendite del primo. Tutti quelli usciti successivamente vendettero più di 50 000 copie nella loro prima settimana di pubblicazione. Nonostante ciò vi furono alcune polemiche riguardanti i prezzi, che furono ritenuti eccessivamente elevati. Lo staff di Japanator non si sentì di consigliare l'acquisto del volume ai loro lettori per via del costo proibitivo. Bertschy concordò, scrivendo che il «numero limitato di episodi e il prezzo elevato di ogni uscita rendeva la serie inaccessibile ad un pubblico disposto a sborsare». L'album compilation del 2017, Puella Magi Madoka Magica Ultimate Best, si classificò al quarto posto tra gli album settimanali più venduti di Oricon, piazzando più di 13 500 copie. Dalla fine del 2017, Ultimate Best fu il ventinovesimo album musicale più venduto dell'anno tratto un anime.
Il quotidiano giapponese Nihon Keizai Shinbun riportò che Puella Magi Madoka Magica aveva incassato 40 miliardi di yen dalle vendite della serie regolare e dai prodotti correlati nei primi due anni dalla sua uscita. In una trasmissione avvenuta in streaming su Nico Nico Douga il 18 giugno 2011, raccolse un milione di spettatori, superando il precedente record di 570 000 ottenuto da Lucky Star. Secondo Google Zeitgeist, Madoka Magica fu la query più cercata e in più rapida ascesa nella categoria anime del 2011.
La serie vinse il Television Award al sedicesimo Animation Kobe Awards, al dodicesimo Newtype Anime Awards e il Gran Premio per l'animazione del 2011 al Japan Media Arts awards. Fu candidata al trentaduesimo Nihon SF Taisho Award e vinse il premio di bronzo del 2011 per lo slogan di Kyubey. Vinse anche tre Tokyo Anime Award nelle categorie televisione, miglior regista e miglior sceneggiatura e ricevette il Selection Committee Special Prize al Licensing of the Year award del 2012. Madoka Magica fu premiata con un Premio Seiun come "Miglior media" al Japan Science Fiction Convention del 2012 e un Sisterhood Prize ai Sense of Gender Awards. Vinse inoltre anche il Reader's Choice Award di Anime Network del Regno Unito. Nel 2015, fu premiata con il Gran Premio Sugoi Japan; ovvero il voto nazionale giapponese per manga, anime e romanzi considerati come beni culturali che hanno il potenziale per essere amati in tutto il mondo, tra tutte le opere pubblicata dal 2005 in poi. Nel 2017, Madoka Magica fu selezionato come miglior anime del 2011 al Tokyo Anime Award Festival.

### Eredità
La radio Tokyo FM riportò che Puella Magi Madoka Magica era divenuto un fenomeno sociale in Giappone. Toussaint Egan della rivista Paste dichiarò che la serie fu «ampiamente celebrata da fan e critici allo stesso modo» al momento della sua uscita e che è «una riconfigurazione postmoderna dei generi pieni di colpi di scena e malesseri esistenziali a livello di orrore cosmico». Il regista spagnolo Carlos Vermut citò Madoka Magica come grande fonte d'ispirazione per il suo film del 2014, Magical Girl. L'anime viene citato nella serie televisiva Euphoria di HBO.